# محاصره آمرلی
محاصرهٔ آمرلی، اشاره به محاصرهٔ شهر شیعه‌مذهب ترکمان‌نشین آمرلی به‌دست نیروهای داعش در جریان حمله آن‌ها به عراق می‌دارد. در جریان این محاصره در ژوئن ۲۰۱۴ میلادی، دسترسی به آب، خوراک و خدمات مخابراتی بر باشندگان آمرلی قطع شد. ترکمان‌های شیعهٔ آمرلی برای رویارویی با نیروهای خلافت اسلامی، به سازماندهی گروه‌های شبه‌نظامی دست به مقاومت زدند. سازمان ملل با درخواست کمک، بیم خود را رخ‌دادن کشتار احتمالی در آمرلی بیان داشت. شیعیان از نظر گروه خلافت اسلامی مرتد محسوب می‌شوند.

## شکستن محاصره
در تاریخ ۳۰ اوت ۲۰۱۴ با حملهٔ ارتش عراق، شبه‌نظامیان شیعهٔ نزدیک به ایران، پیشمرگان اقلیم کردستان و حملات هوایی آمریکا و ایران، محاصره آمرلی پس از ۲ ماه شکسته شد. یکی فرماندهان گروه شیعهٔ عصائب اهل حق که به‌فارسی نیز سخن می‌گفت، پیروزی در آمرلی را بدون حمایت ایران ناممکن دانست. یکی از پیشمرگان کُرد نیز پشتیبانی ایران در شکستن محاصرهٔ آمرلی و بازپس‌گیری سلیمان بیگ را مؤثر دانست. وی کمک‌های ایران را دادن مهمات و اسلحه و ارائهٔ فرماندهی جنگی عنوان کرد. یکی از اعضای بلندپایهٔ اتحادیهٔ میهنی کردستان نیز اعلام کرد که «نیروهای عراقی، پیشمرگان کرد و مشاوران نظامی ایرانی» اتاق عملیات مشترک تشکیل داده‌بودند.